# Entschlossene Kirchen
Entschlossene Kirchen ist eine Stiftung zur Erhaltung der Dorfkirchen im evangelischen Kirchenkreis Zerbst in Sachsen-Anhalt. Der Kirchenkreis umfasst – mit Ausnahme der Herrschaft Jever – in etwa das Gebiet des ehemaligen Fürstentums Anhalt-Zerbst beziehungsweise des ehemaligen Landkreises Anhalt-Zerbst. Sitz der Stiftung ist Bonn.

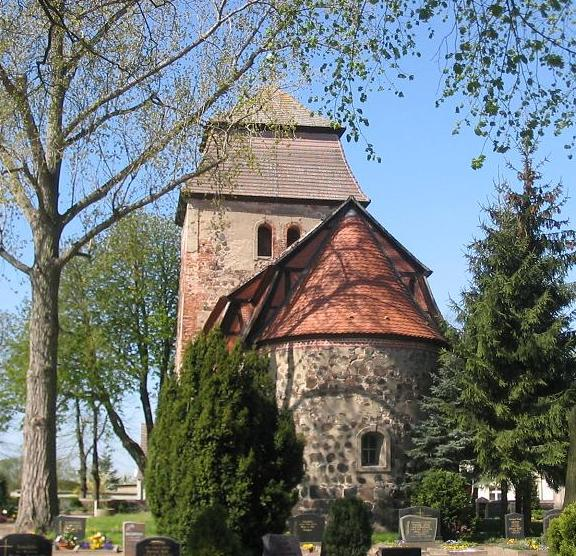
Feldsteinkirche in Deetz, 12. Jahrhundert

Ziel der Stiftung ist, die 61 denkmalgeschützten Kirchen der Region langfristig zu erhalten. Die Gründung erfolgte als Treuhandstiftung unter dem Dach der Deutschen Stiftung Denkmalschutz am 26. September 2005 in Polenzko. Dem beratenden Kuratorium gehört unter anderem Sachsen-Anhalts Innenminister Holger Hövelmann an.
Ein großer Teil der Gotteshäuser befindet sich im 2005 fast zeitgleich erklärten Naturpark Fläming. Mit seiner Lage nördlich der Elbe im Zerbster Land und Fläming enthält der Kirchenkreis eine Vielzahl mittelalterlicher Feldsteinkirchen, die im Zuge des Landesausbaus durch die askanischen Markgrafen von Brandenburg im 12. und 13. Jahrhundert entstanden waren. Die steinernen Zeugnisse von Kunst, Kultur, Leben und Glauben sollen zudem durch regelmäßige Öffnungen einem breiten Publikum zugänglich gemacht werden. Auf seinen Webseiten stellt die Stiftung auf je gesonderten Seiten bislang über 40 Kirchen mit Text und Bild und sortiert nach Orten ausführlich vor.
Der Begriff Entschlossene Kirchen soll laut Darstellung der Stiftung zum einen auf die Entschlossenheit  verweisen, die Kirchen zu bewahren. Zum anderen symbolisiert der Name die Öffnung der Kirchen, also ihre Entschließung.
Bei  Zerbst befinden sich mit der Weihnachtskirche Polenzko, der Gesangbuchkirche Luso und der Osterkirche Trüben drei sogenannte Themenkirchen, die auch zum Förderkreis Entschlossene Kirchen gehören. Die Kirchen sind, wie der Name schon aussagt, jeweils einem bestimmten Thema gewidmet. Die  romanische Feldsteinkirche in Polenzko (1423 erstmals erwähnt, 1884 erneuert) beherbergt Deutschlands größte Krippenfiguren, die aus ganzen Baumstämmen geschnitzt wurden. In der Kirche in Luso aus dem Jahr 1891 befindet sich eine große Gesangbuch-Sammlung. Die Kirche in Trüben, erbaut im 13. Jahrhundert, zeigt innen und außen verschiedene Stationen des  Passionswegs Christi, vom Einzug Christi nach Jerusalem über das letzte Abendmahl und die Kreuzigung bis zur Auferstehung. Die Themenkirchen sind ganzjährig rund um die Uhr geöffnet.
Siehe auch: Liste der Feldsteinkirchen im Fläming